# Glypta virginiensis
Glypta virginiensis är en stekelart som beskrevs av Cresson 1870. Glypta virginiensis ingår i släktet Glypta och familjen brokparasitsteklar. Inga underarter finns listade i Catalogue of Life.